# Orientexpressen

Historiska sträckningar från start till nedläggning.

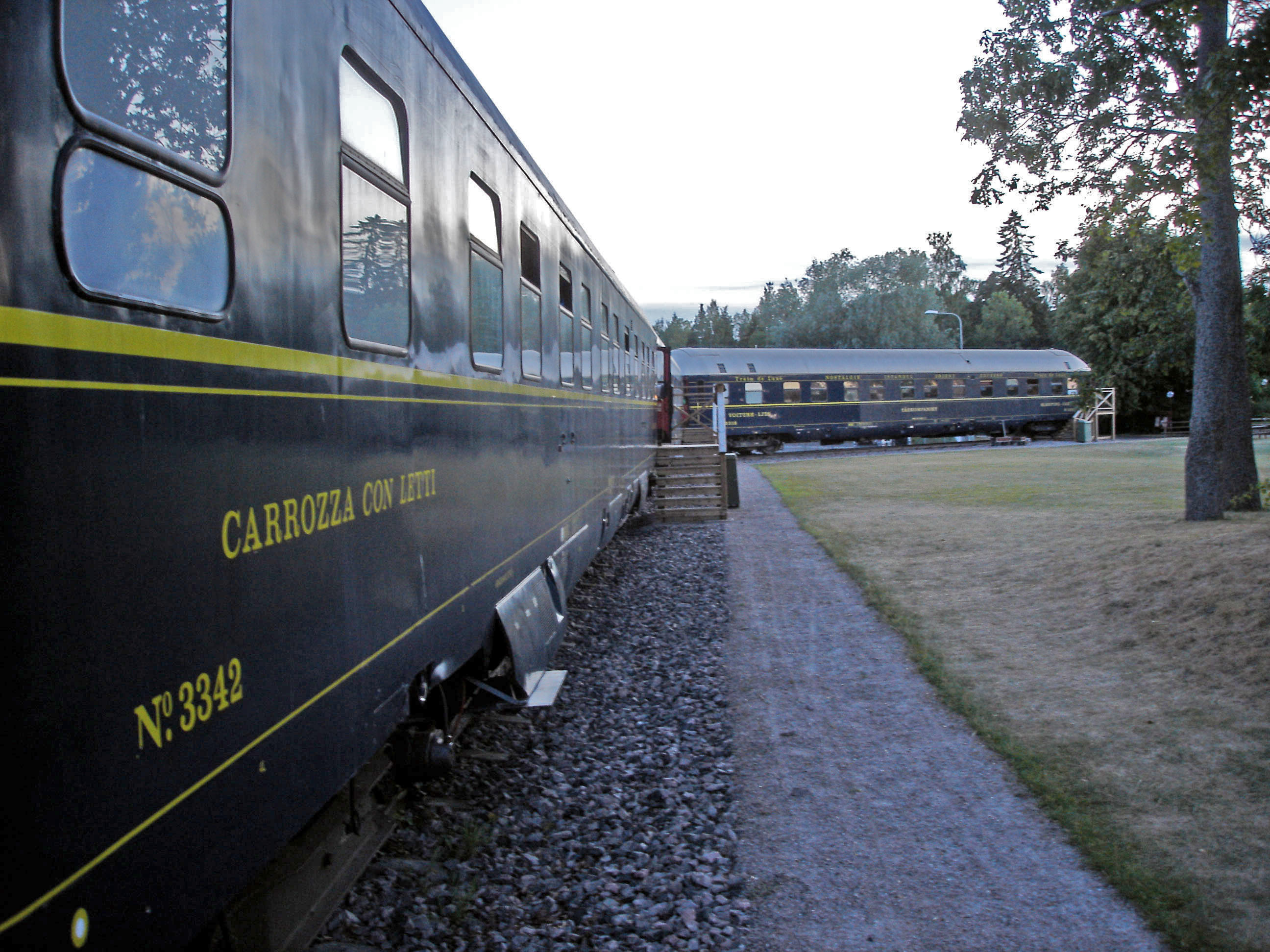
De tre vagnarna i Furuvik

Orientexpressen (franska/tyska: Orient-Express) var namnet på vissa tågförbindelser mellan Frankrike och östra Europa. Den ursprungliga betydelsen var sträckningen mellan Paris och Konstantinopel/Istanbul, vilken användes åren 1883–1977. Förbindelsen skapades av Compagnie Internationale des Wagons-Lits (CIWL). Därutöver har även andra östliga tågförbindelser från Paris, andra franska orter och även London använt namnet. Den sista/senaste reguljära linjen som använt namnet var tåg på sträckan Strasbourg–Wien fram till 2009.
Mannen bakom succén var belgaren Georges Nagelmackers (1845 - 1905).
Efter pressvisningen inför premiärturen från Paris 4 oktober 1883, så skrev de närvarande journalisterna entusiastiskt om tågets gränslösa lyx och skönhet. De förundrade passagerarna upplevde det som att de befann sig på ett av Europas finaste hotell, med fantastiska träpaneler, luxuösa skinnfåtöljer, silkeslakan och yllefiltar.
Också gourmeterna fick sitt lystmäte, genom de delikata rätter som skapades i restaurangvagnens minimala kök, bordens vita dukar, och tågets kunniga sommelierer som serverade utsökta viner i glittrande kristallglas.
Trafiken med Compagnie Internationale des Wagons-Lits (CIWL) nådde sin största omfattning under 1930-talet, då man hade nästan 2300 vagnar i trafik. Idag (2014) används namnet Orientexpressen för lyxcharter-linjen "Venice Simplon–Orient-Express", som främst kör på sträckan Paris–Venedig men även ibland på andra sträckor mellan västra och östra Europa (inklusive till Istanbul).

## Historik

### Den ursprungliga Orientexpressen
Den ursprungliga sträckningen, som kördes första gången 4 oktober 1883, gick mellan Paris och Konstantinopel via München, Wien och Giurgiu i Rumänien. Från Giurgiu åkte passagerarna båt över Donau till Ruse i Bulgarien, där de sedan fortsatte med tåg till Varna för att avsluta sin resa med båt till Konstantinopel. 1885 påbörjades en annan sträckning där resan gick med tåg från Paris via Wien till Belgrad och Niš, hästtransport till Plovdiv och slutligen tåg till Konstantinopel.
1889 startades en direktförbindelse till Konstantinopel. På den tiden gick Orientexpressen dagligen från Paris till Budapest, tre gånger i veckan fortsatte det till Belgrad och Konstantinopel och en gång i veckan till Bukarest och Constanța vid Svarta havet.

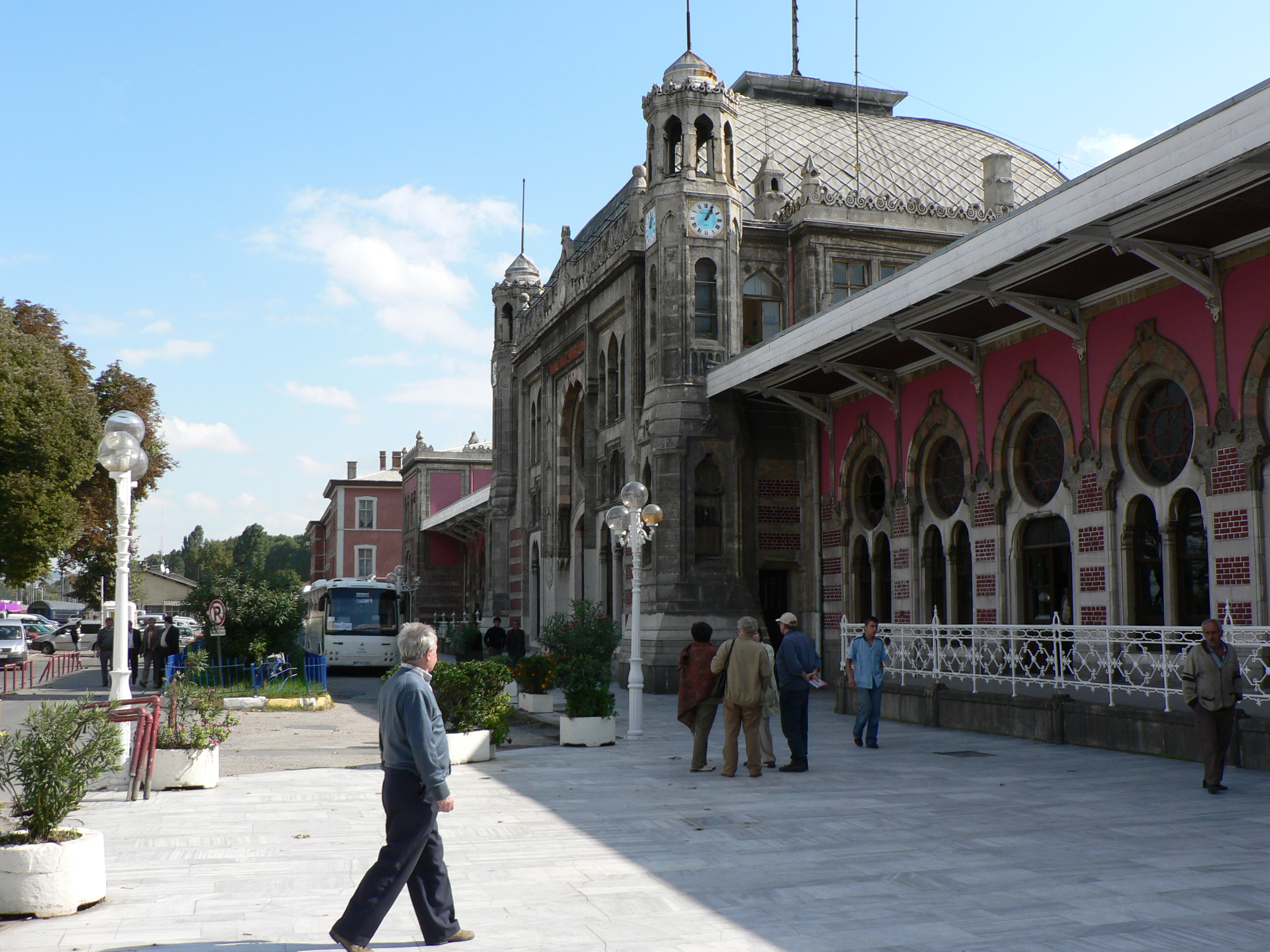
Sirkecistationen i Istanbul

Senare samma år blev tågets östliga slutstation Varna i Bulgarien där passagerarna kunde fortsätta med båt till Konstantinopel. 1889 började tåget att gå utan avbrott hela vägen till Konstantinopel, vilket blev dess ostliga slutstation fram till 19 maj 1977. Stationen var Sirkecistationen i Gyllene hornet. Från hamnen vid stationen kunde passagerarna sedan åka vidare över Bosporen till Haydarpaşa där de kunde fortsätta resan med den turkiska järnvägen, TCDD.

### Första världskriget
Starten av första världskriget gjorde att Orientexpressen drogs in. Den återupptogs 1918 och när Simplonpasset öppnades 1919 kunde förbindelsen dras i en sydligare sträckning via Milano, Venedig och Trieste. Denna sträckning kallades Simplon-Orientexpress och gick samtidigt som tågen fortsatte att gå längs den gamla sträckningen. Fördraget i Saint-Germain innehöll en klausul om att Österrike tvingades att acceptera tåget. Tidigare hade landet endast tillåtit internationella tåg att passera om de stannade i Wien. Simplon-Orientexpress blev snart den viktigaste tågförbindelsen mellan Paris och Konstantinopel.

### Mellankrigstiden
1930-talet var Orientexpressens höjdpunkt då det fanns tre parallella förbindelser; Orientexpressen, Simplon-Orientexpress och Aarlberg-Orientexpress som gick via Zürich och Innsbruck till Budapest med sovvagnar om resenärerna fortsatte till Bukarest och Aten. Under den perioden fick Orientexpressen ett rykte om komfort och lyx, med sovvagnar som inkluderade fullständig service och restaurangvagnar som var kända för kökets höga kvalitet. Kungligheter, förnäma personer, diplomater, affärsmän och borgare reste med Orientexpressen. Varje tåg hade sovvagnar som gick från Calais till Istanbul vilket gjorde att tågen gick mellan europakontinentens båda ytterkanter.

### Andra världskriget
När andra världskriget bröt ut 1939 ställdes Orientexpressen in och återupptogs inte förrän 1945. Under kriget körde det tyska järnvägsföretaget Mitropa några förbindelser till Balkanhalvön, men spåren saboterades ofta av jugoslaviska partisaner vilket gjorde att förbindelsen drogs in.
Efter kriget återupptogs förbindelserna förutom den som gick till Aten, där stängningen av gränsen mellan Jugoslavien och Grekland förhindrade att tågen kunde passera. Gränsen öppnades igen 1951 men stängningen av gränsen mellan Bulgarien och Turkiet 1951–1952 gjorde att tågen inte kunde nå fram till Istanbul. När järnridån föll i Europa, kunde förbindelsen fortsätta men de kommunistiska länderna bytte ut originalvagnarna mot de som användes av deras egna järnvägsföretag.

### Direct-Orientexpress
1962 hade Orientexpressen och Arlberg-Orientexpress slutat att köras och den enda förbindelse som återstod var Simplon-Orientexpress. Denna ersattes 1962 av en långsammare sträckning som kallades Direct-Orientexpress och som körde dagligen mellan Paris och Belgrad samt två gånger i veckan mellan Paris och Istanbul samt Paris och Aten.
1971 slutade CIWL att äga vagnarna själva. Istället sålde eller leasade de vagnarna till olika nationella järnvägsbolag men de fortsatte att bemanna tågen. 1976 drogs direktförbindelsen mellan Paris och Aten in, och 1977 drogs Direct-Orientexpress in efter den sista resan mellan Paris och Istanbul som ägde rum 19 maj 1977.

### Orient-Express, ett av Europas vanliga nattåg
Många trodde att indragningen av Direct-Orientexpress skulle innebära slutet för Orientexpressen, men namnet fortsatte användas, för förbindelsen mellan Paris och Budapest samt Paris och Bukarest. Detta fortsatte fram till 2001, då förbindelsen drogs ner till att endast gå mellan Paris och Wien. Den förkortades 2007 till Strasbourg–Wien. Namnet "Orient-Express" avsåg 2008 denna förbindelse. Det är ett vanligt EuroNight nattåg, och tar 10 timmar vilket ansågs mer lagom längd på ett nattåg än de tidigare 14 timmarna. Dessutom hade höghastighetståg införts Paris–Strasbourg kort innan vilket sparar två timmar restid. Den 13 december 2009 togs även sträckan Strasbourg–Wien ur trafik.

### Venice-Simplon Orient Express
Venice-Simplon Orient Express, som är ett privatägt lyxtåg, började köras 1982 mellan Venedig och Calais (med anslutning mellan London och Calais med brittiska vagnar och fartyg). Tåget har gått där med vissa avbrott sedan dess. Det går även andra rutter. Vissa år har tåget gått till Istanbul. År 2013 gjorde det ett besök i Stockholm. Det är ett rent lyxturisttåg som stannar länge på vissa ställen. Det har bara har ett fåtal turer per år. Venice-Simplon Orient Express innehåller gamla Orientexpressvagnar från 1920-talet, noggrant restaurerade.

## Populärkultur
- Mordet på Orientexpressen

## Källhänvisningar
1. ↑  "Orientexpressen". NE.se. Läst 11 oktober 2014.
2. ↑  ”Georges Nagelmackers” (på engelska). Wikipedia. 2017-10-02. https://en.wikipedia.org/w/index.php?title=Georges_Nagelmackers&oldid=803445536. Läst 6 december 2017.
3. ↑  Zax, David. ”The True History of the Orient Express” (på engelska). Smithsonian. https://www.smithsonianmag.com/history/true-history-of-the-orient-express-149702768/. Läst 6 december 2017.
4. ↑  ”An Illustrated History of the Orient Express” (på engelska). Atlas Obscura. 15 februari 2016. https://www.atlasobscura.com/articles/an-illustrated-history-of-the-orient-express. Läst 6 december 2017.
5. ↑  ”Compagnie Internationale des Wagons-Lits” (på engelska). Wikipedia. 2017-12-03. https://en.wikipedia.org/w/index.php?title=Compagnie_Internationale_des_Wagons-Lits&oldid=813364041. Läst 6 december 2017.
6. 1 2  "Plan your Journey". Belmond.com. Läst 11 oktober 2014. (engelska)